# 입실론 중간자

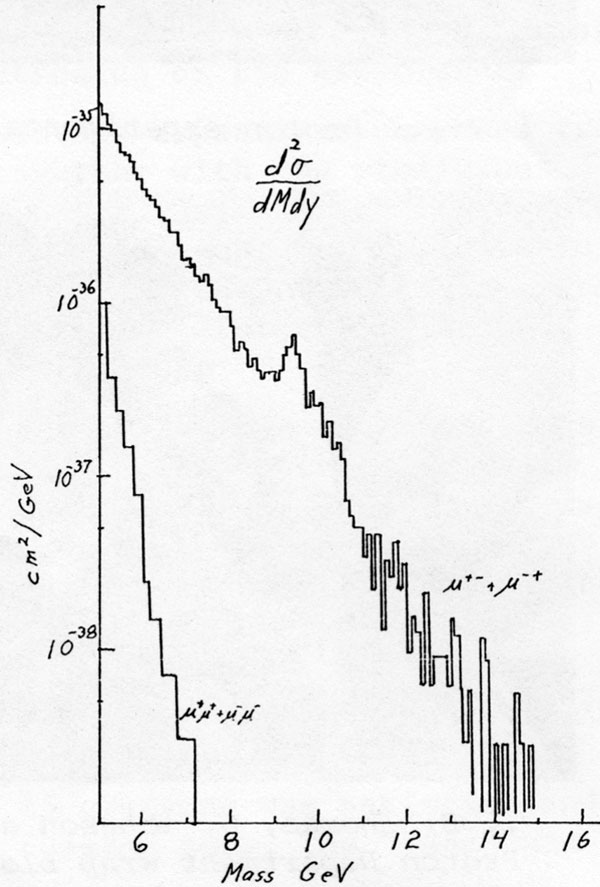

입실론 중간자(영어: upsilon meson)는 바닥 쿼크와 바닥 반쿼크로 이루어진 벡터 중간자다. 바닥 쿼크가 든 입자 가운데 가장 가볍다. 기호는 그리스 문자 입실론 (ϒ).

## 역사
1973년에 CP 위반을 설명하기 위하여 고바야시 마코토와 마스카와 도시히데가 3세대의 쿼크의 존재와 해당하는 하드론을 예측하였다. (이들은 이 공로로 2008년 노벨 물리학상을 수상하였다.) 3세대의 쿼크를 포함한 입자 가운데 가장 가벼운 것은 입실론이다. 1977년에 리언 레더먼이 페르미 국립 가속기 연구소에서 발견하였고, 이에 따라 3세대의 존재를 증명하였다.